# 타하다
타하다(스페인어: tajada)는 라틴 아메리카의 플랜테인 요리이다. 주로 기름에 튀기거나 지지지만, 경우에 따라 오븐에 구워 만들기도 한다. 덜 익은 풋플랜테인이나 익은 플랜테인을 쓸 수 있는데, 풋플랜테인을 쓴 것은 "타하다 데 플라타노 베르데(tajada de plátano verde)"로, 익은 플랜테인을 쓴 것은 "타하다 데 플라타노 마두로(tajada de plátano maduro)"로 불린다.

## 같이 보기
- 파타콘